# Syntrex
Syntrex Incorporated war in den 1980er-Jahren ein börsennotierter Hersteller von Text- und Datenverarbeitungssystemen.

## Produktgeschichte
Der Hersteller mit Sitz in Eatontown, New Jersey benannte seine Systeme nach den Sternzeichen. Libra, war eines der ersten Systeme einer Kombination aus Terminal und elektronischer Schreibmaschine. Gefolgt von der Aquarius wurden diese Systeme weltweit verkauft und auch in Lizenz von anderen Herstellern gebaut.
Mit den Fileservern Gemini und später Virgo betrat Syntrex die mittlere Datentechnik und implementierte Funktionalitäten mit den damaligen technischen Möglichkeiten, wie diese heute in IT-Systemen zu finden sind. Darunter Funktionen wie Schlüsselwort-Index, eine softwarebasierte, datenbankgestützte Indizierung aller Dateien auf den Fileservern die dem Nutzer die Möglichkeit gab, Dokumente mit bestimmten Textinhalten schnell aufzufinden. Als Basis für die Betriebssysteme wurde Unix in einer Berkeley-Version verwendet, die stark angepasst als Syntrex Operating System (SOS) und damit als proprietäre Netzwerksoftware verkauft wurde. Die Systeme konnten mit bis zu 15 Fileservern in einem Cluster verbunden werden. Die Applikationen waren Textverarbeitung oder Datenverarbeitung – genannt Document Builder (mit ähnlichen Funktionen wie XML heute), elektronische Post (electronic mail) oder die Datei- und Datenbank-Konvertierung von und nach DOS-basierten Computersystemen (z. B. von Document Builder nach dBASE).
Syntrex hatte auch eine Technologie in seinen Terminals (basierend auf Intel 8086, 16-Bit) implementiert, die als „soft scrolling“ bezeichnet wurde. Hierbei wurden die Zeilen zum Bildschirmaufbau durch zwei hintereinander verschaltete 6116-Speicherbausteine geschickt, um so ein flimmerfreies und weiches Rollen der Buchstaben auf dem Monitor zu erzeugen. Die Applikationen bestanden aus vielen Teilmodulen, die dann in den Speicher des Terminals (anfangs 128 KB) geladen wurden, wodurch eine erhebliche Erhöhung der Arbeitsgeschwindigkeit gegenüber klassischer Terminalverarbeitung erreicht wurde.
Eine für damalige Zeiten ungewöhnliche Idee war die (aus heutiger Sicht logische) Verknüpfung mit der elektronischen Typenradschreibmaschinen (Brother, IBM-Wheelwriter, Olivetti). Diese komfortable Kombination aus Tastatur, Monitor und Drucker (das Teletype-Terminal) erfreute sich einer hohen Beliebtheit in Büros mit viel Schreibarbeit, vor allem in Anwaltskanzleien.
In der Mitte der 1980er wandte sich Syntrex den virtuellen Dateisystemen zu und schaffte auf ihren Fileservern Dateisysteme für DOS und CP/M. Mit diesen virtuellen Partitionen und Dateisystemen waren Nutzer in der Lage, ihre Personal Computer in einen solchen Rechnerverbund (Cluster) einzubinden und gemeinsame Datenbestände zu verwenden – alles unter Verwendung von elektronischen Schreibmaschinen als Ein- und Ausgabe-System.
Von Olivetti wurden die Syntrex-Systeme unter den Bezeichnungen ETS 1010 und ETS 2010 vertrieben. Anstelle der elektronischen Schreibmaschinen konnten auch Nadeldrucker und unabhängige, speziell angepasste Tastaturen eingesetzt werden.
Einer der Leitsprüche von Syntrex war: „Syntrex – for the automated office“, was mit diesen durchdachten Gerätekombinationen für die damalige Zeit recht weitgehend erreicht wurde.

## Unternehmensgeschichte
Syntrex als Startup war für verschiedene Investoren interessant. Am 3. Oktober 1979 wurde das Unternehmen zu Syntrex incorporated, u. a. durch Anteilskäufe der Ing. C. Olivetti & C. S.p.A., Italien, verbunden mit weiteren Vereinbarungen (die in den Geschäftsberichten nicht konkreter beschrieben sind), die zum 31. Oktober 1983 beendet wurden (Olivetti hielt weiterhin 19 % Aktien lt. Geschäftsbericht 1983). 1986 schloss Syntrex mit der U-Bix International GmbH (in Unternehmen der Konishiroku Photo Ind.Co.Ltd [später Konica Corporation] und der Mitsubishi Corporation) mit Sitz in Hamburg einen Vertrag über den Vertrieb der kompletten Systemreihe ab. U-Bix wurde 1987 (im Rahmen der Vereinheitlichung der Produkt- und Markennamen) in Konica Business Machines International GmbH umbenannt.
Mit der stärker zunehmenden Marktdurchdringung DOS-basierter Systeme war Syntrex gezwungen sich strategisch neu auszurichten. Als wichtiges Element dieser „Syntrex's PC product strategy“ wurde den Aktionären die „Syntrex PC Connection“ Anfang 1986 vorgestellt. Durch eine spezielle Steckkarte für den ISA-PC-Slot konnte das SOS (Syntrex Operating System) auch auf intel CPU 8088-basierten Personal Computern laufen.
Syntrex hatte seine Blütezeit in der Mitte der 1980er Jahre und hatte am Standort in Eatontown mittlerweile die komplette Produktion auch der Hardware (vom Gehäuse bis zur Bestückung und Montage) mit zeitweise bis zu 900 Mitarbeitern aufgebaut. Mit dem Auslauf der bestehenden Lizenzverträge mit Olivetti und der Einstellung der europäischen Vermarktung durch die Konica Business Machines International GmbH kam es zu dramatischen Umsatzeinbußen, da auch der wichtigste Kunde, die amerikanischen Regierungsagenturen, verunsichert waren und keine Aufträge mehr erteilten. 1990 versuchte Syntrex durch Umbau zu einer Firma für Netzwerkintegration die Verluste aufzufangen. Zu diesem Zeitpunkt hatte das Unternehmen USA-weit noch 40 Niederlassungen. Im Mai 1991 reduzierte Syntrex seine Mitarbeiter von 900 auf 550 Mitarbeiter und war bestrebt einen Käufer zu finden (die Aktie datierte zu diesem Zeitpunkt mit 50 Cent). Im Januar 1992 befand sich Syntrex unter Obhut von Chapter 11 und verschwand nach Teilverkäufen (u. a. an die Phoenix Technologies Inc. of Valley Forge, Pa.) völlig vom Markt.